# Gagrella similis
Gagrella similis is een hooiwagen uit de familie Sclerosomatidae.